# Boreč (České středohoří)
Vrch Boreč nebo také Borečský vrch (německy Boretzer Berg, 450 m) je kopec v Českém středohoří nad osadou Režný Újezd asi šest kilometrů západně od Lovosic.
Masiv Borče je morfologicky dokonalou kupou, vypreparovaným lakolitem, budovaným sodalitickým trachytem, který je protkán složitým puklinovým labyrintem. Byl zařazen do evropské soustavy chráněných území Natura 2000. Jedná se o lesnatou znělcovou vyvýšeninu, na které se nachází národní přírodní památka Borečský vrch se stejnojmennou naučnou stezkou. Chráněné území zaujímá plochu 11,23 ha a je chráněno již od roku 1951. Vrch je pozoruhodný unikátním výskytem geologického jevu tzv. mikroexhalací a ventarol.

## Historie
Pravěkou přítomnost lidí na vrcholu dokládají nálezy eneolitického depotu pazourkových čepelí a keramických střepů z doby bronzové. Vzhledem ke svému reliéfu se vrchol nehodil k osídlení, a proto se uvažuje o jeho určitém kultovním významu.

## Příroda

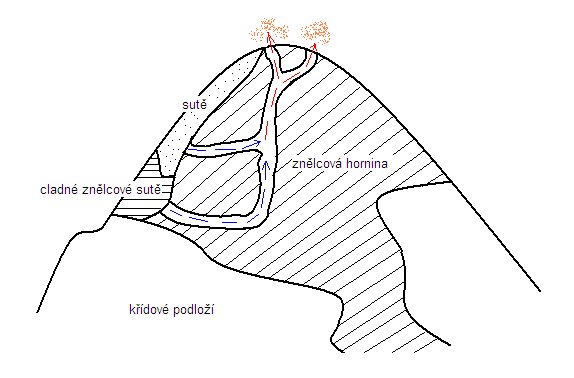
Princip ventarol

Na specifické mikroklimatické poměry je vázán výskyt rostlinných druhů, které nesnášejí pokles teploty pod 0 °C, např. játrovky borečka vzácná (Targionia hypophylla). Vegetační kryt svahů Borečského vrchu je velmi pestrý a bohatý na ohrožené a zvlášť chráněné druhy rostlin. Roste zde koniklec otevřený (Pulsatilla patens), hvozdík pyšný (Dianthus superbus), kosatec bezlistý (Iris aphylla), řeřišničník skalní (Cardaminopsis petraea) a pomněnka úzkolistá (Myosotis stenophylla). Na jižních až západních svazích se vyskytuje dřín obecný (Cornus mas).

### Mikroexhalace
Zdejší geologická zvláštnost spočívá v tom, že celý vrch je protkán sítí malých skalních puklin, které ústí jak na úpatí kopce, tak na jeho vrcholu, kde jsou uměle rozšířeny. V zimě pak kopec při úpatí nasává studený vzduch z venkovního prostředí, který prochází celou soustavou vnitřních puklin, ve kterých se ohřívá od okolní horniny, a je podstatně teplejší vyfukován zpět do ovzduší nahoře na temeni kopce. Rozdíl teplot unikajícího vzduchu vůči okolnímu prostředí může být až 20 °C. Uvnitř kopce se ohřívaný vzduch obohacuje o vlhkost, proto v tuhých zimách nad vyústěním vzniká masivní ojínění porostu a rampouchy. Hnací silou tohoto jevu je rozdíl teplot vzduchu: teplý vzduch stoupá vzhůru a studený klesá dolů. V létě pak působí zcela opačný efekt, kdy je teplý vzduch nasáván na temeni kopce, průchodem vnitřními puklinami se ochlazuje a dole na úpatí je už ochlazený vyfukován zpět do ovzduší. Teplota vystupujícího vzduchu činí okolo 4 °C. Teplota horniny uvnitř kopce nikdy neklesne pod 9 až 10 °C a celý efekt je tím větší, čím nižší je venkovní teplota. Znamená to, že dosažený teplotní rozdíl je největší, je-li tuhá zima. V praxi to způsobuje také další doprovodný jev. V jámách na vrcholu kopce lze i uprostřed té nejtužší středoevropské zimy pozorovat čilý život různých drobných živočichů i rostlin. Za zmínku stojí pozoruhodný výskyt borečky vzácné. Celý kopec tak funguje coby jakýsi obří přírodní akumulátor tepelné energie. Tuto vlastnost Borečského vrchu odhalil až v roce 1881 pražský univerzitní profesor Jan Krejčí se synem Prokopem.
Podobný přírodní jev mikroexhalací byl také v menším měřítku pozorován i na sousedním Sutomském vrchu a též na Ostrém.

## Turistika

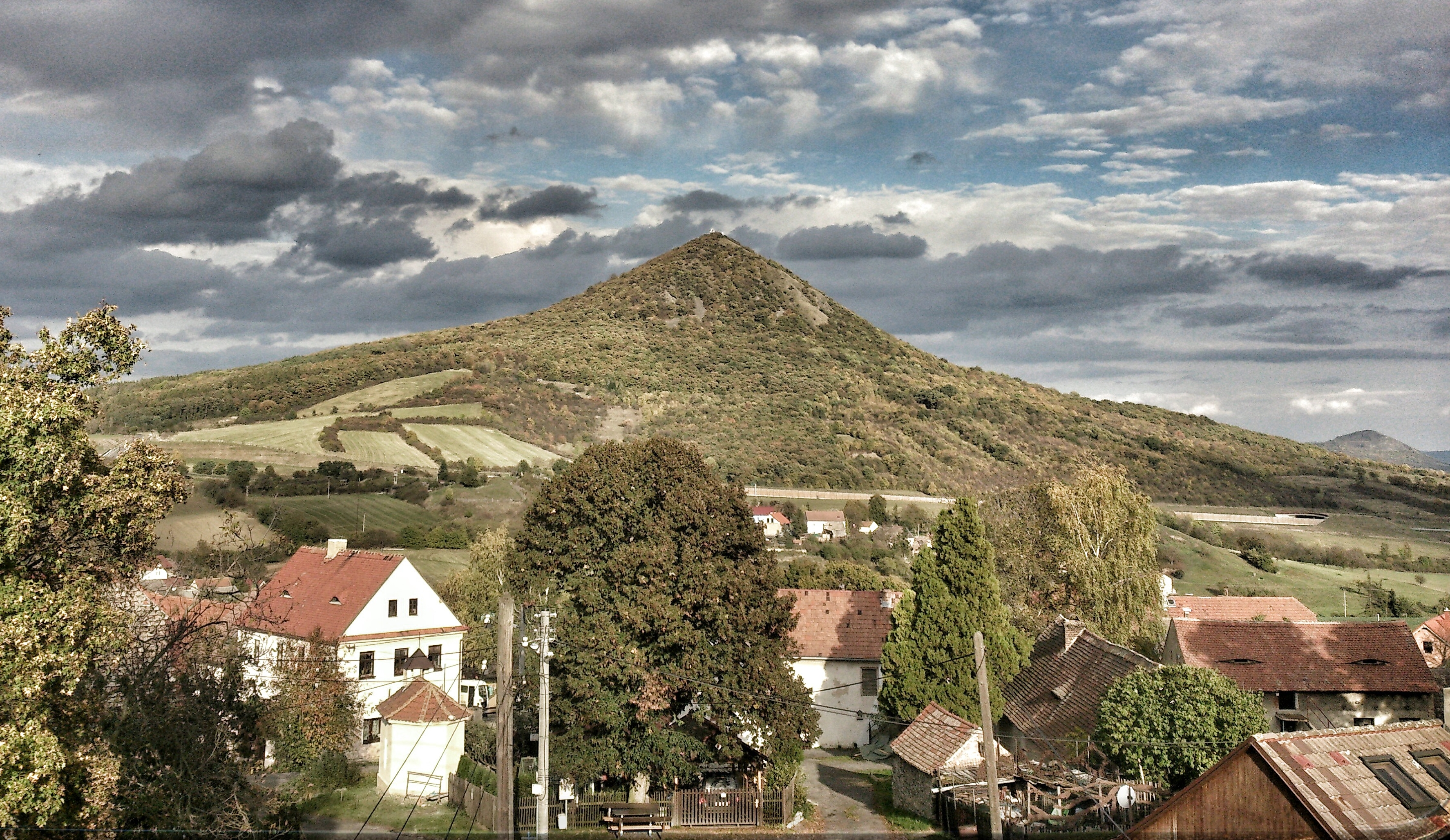
Borečský vrch pohled z osady Režný Újezd

Celý unikátní jev ventarol lze pozorovat zejména v zimě. K jeho vysvětlení zde byla v roce 1981 zřízena okružní naučná stezka Boreč, která začíná ve vesnici Režný Újezd pod kapličkou. Naučná stezka má devět zastavení a dvě vyhlídky. První vyhlídka pod vrcholem kopce je na Milešovské středohoří a vrchy (zleva): Sutomský vrch, Hrádek (Oltářík), Líšeň, Ostrý (548 m), Hradišťany, Lipská hora, Táhlina, Lhota, Milešovský Kloc, Ostrý (553 m), Zvon a Milešovka. Další vyhlídka směřuje k Lovosicím a vrchu Lovoš, Radobýl, Sedlo a Ovčín a lze odtud pozorovat někdejší bojiště bitvy u Lovosic, která se odehrála 1. října 1756.
Národní přírodní památka Borečský vrch je také přístupná i od osady Boreč po Tyršově stezce, která je značená od kapličky zeleným trojúhelníkem. U barokního kříže na severním okraji vesnice začíná zeleně značená turistická trasa, která se na západním úpatí napojuje na naučnou stezku.

## Galerie

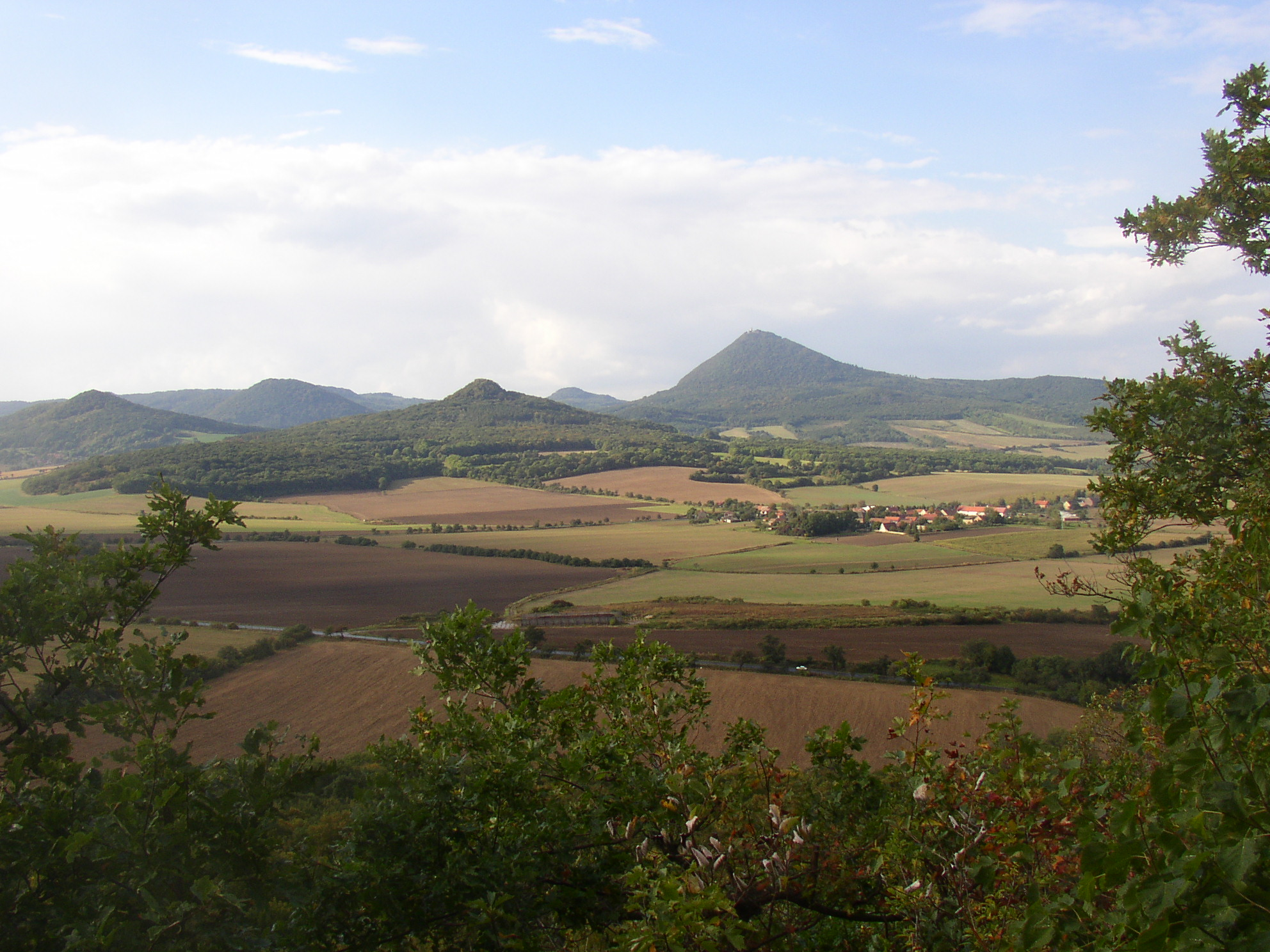
Výhled z Borče k severozápadu na Milešovku, Ostrý a další hory
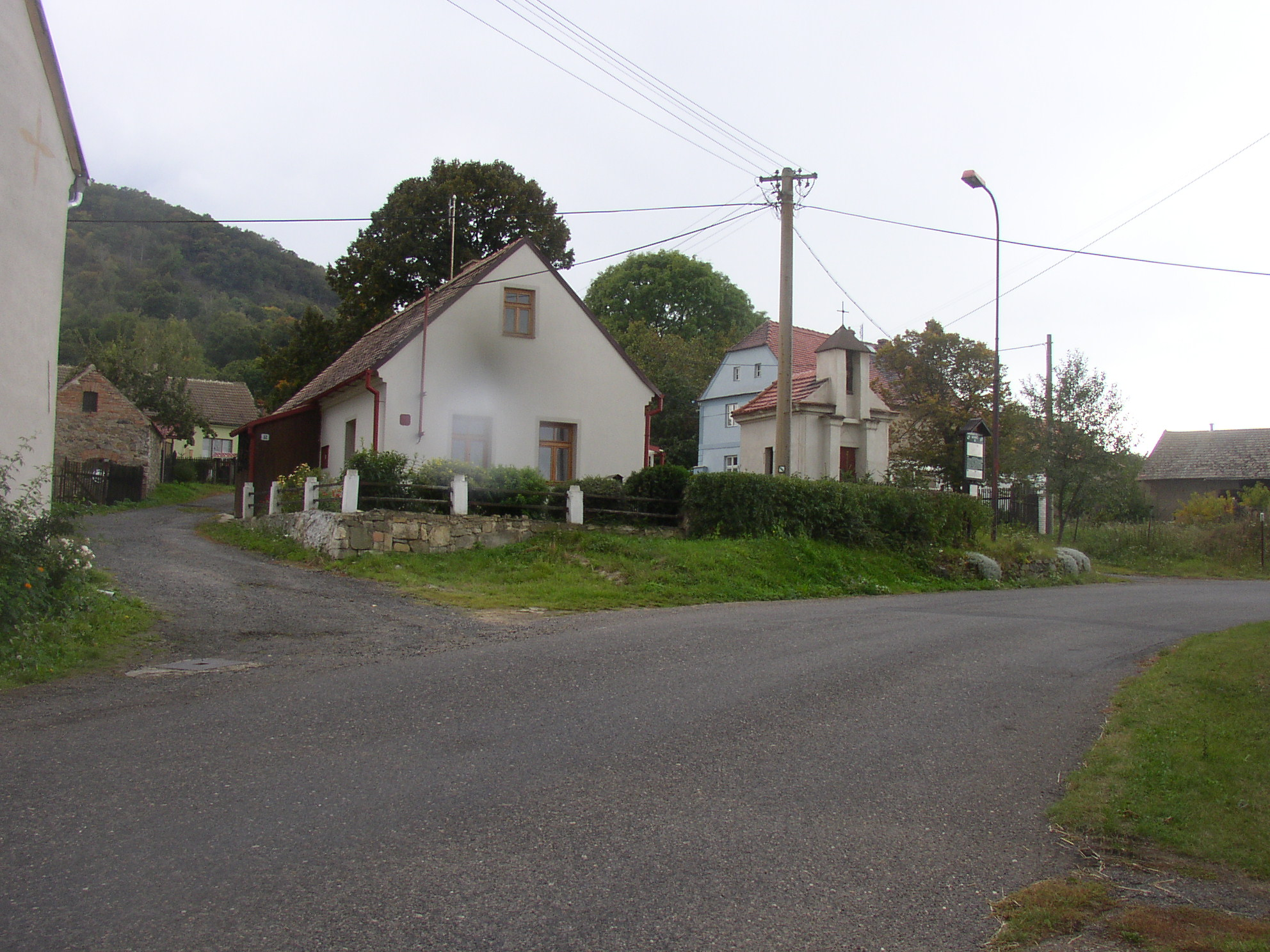
Výchozí tabule naučné stezky před kapličkou v Režném Újezdu
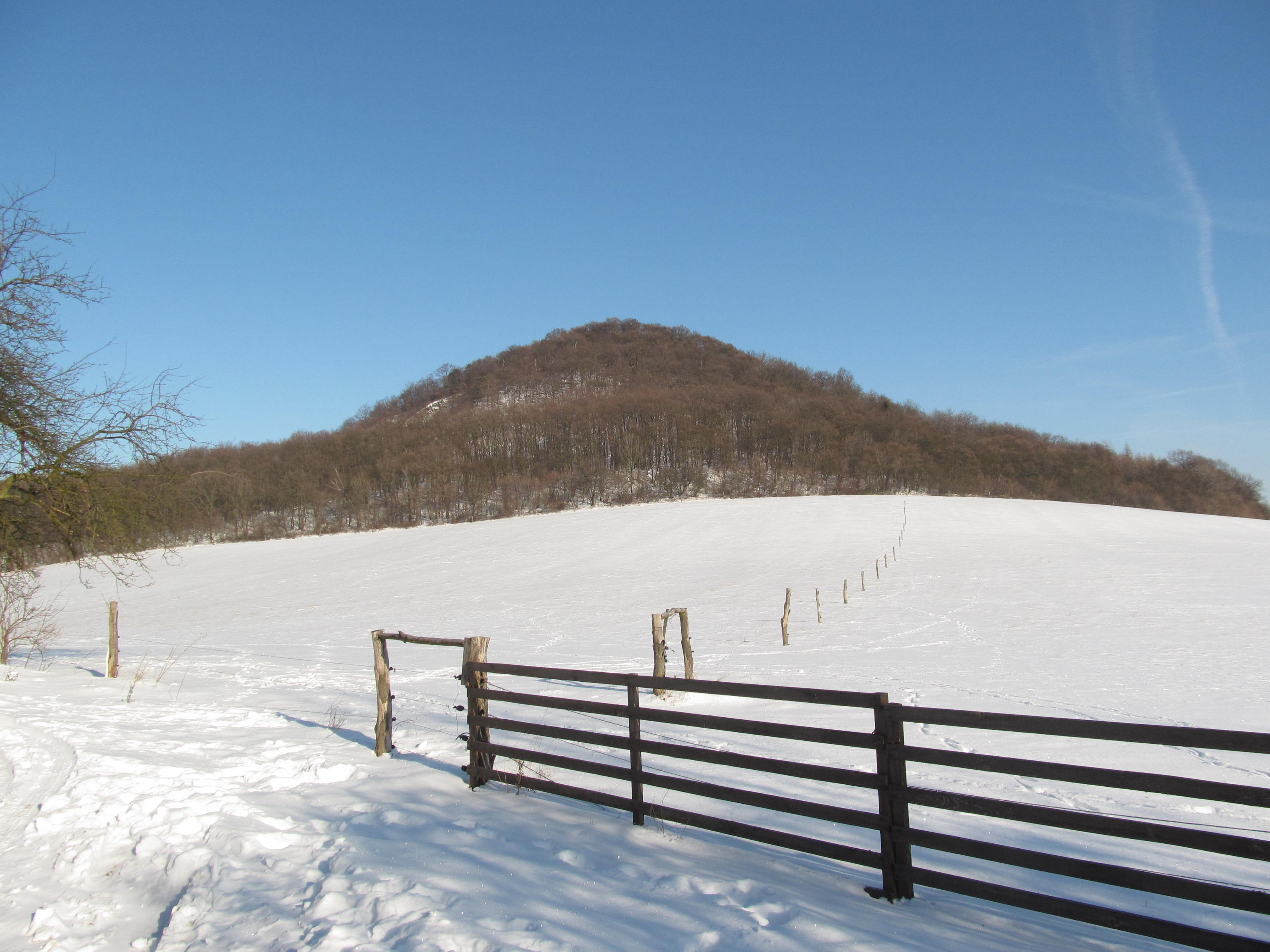
Kopec od jihovýchodu
- Záběry na výduch teplého vzduchu